# Martin Bell (politico)
Martin Bell (Redisham, 31 agosto 1938) è un giornalista, ex politico e funzionario britannico, ambasciatore dell'UNICEF (UNICEF UK). È diventato membro del Parlamento (MP) per Tatton dal 1997 al 2001. A volte è conosciuto come "l'uomo vestito di bianco".

## Biografia
Bell è il figlio dell'autore-agricoltore Adrian Bell, redattore del primo cruciverba del The Times. È il fratello della traduttrice letteraria Anthea Bell (morta nel 2018) e lo zio di Oliver Kamm, ora uno scrittore leader del The Times che è stato suo consigliere politico durante il suo mandato come membro del Parlamento (MP) .
Ha studiato alla Leys School di Cambridge e al King's College della stessa città, dove ha conseguito una laurea con lode in inglese. Ha fatto parte del comitato del Cambridge University Liberal Club, incluso un mandato come funzionario pubblicitario. Non riuscì a ottenere una commissione durante i suoi due anni di servizio nazionale e prestò servizio come caporale ad interim nel Suffolk Regiment, servendo a Cipro durante l'emergenza cipriota.

## Corrispondente della BBC
Martin Bell è entrato a far parte della BBC come reporter a Norwich nel 1962, all'età di 24 anni, dopo la sua laurea. Si trasferisce a Londra tre anni dopo, iniziando una brillante carriera come corrispondente per gli affari esteri con il suo primo incarico in Ghana. Nel corso dei successivi trent'anni, ha svolto l'attività in undici conflitti e da ottanta paesi, facendo resoconti di guerre e conflitti in Vietnam, Medio Oriente, Nigeria, Angola e in Irlanda del Nord (durante i "Troubles").
I suoi ruoli alla BBC includevano corrispondente diplomatico (1977-1978), corrispondente principale da Washington (1978-1989) e corrispondente da Berlino (1989-1994).
Ha vinto il premio Reporter of the Year della Royal Television Society nel 1977 e nel 1993 ed è stato nominato Ufficiale dell'Ordine dell'Impero Britannico (OBE) nel 1992. Nello stesso anno, mentre copriva l'attività durante la guerra in Bosnia, Bell è stato seriamente ferito da schegge mentre registrava un reportage a Sarajevo.
È rimasto un corrispondente ufficiale della BBC, anche se dalla metà degli anni '90 ha presentato relativamente pochi reportage ed è rimasto deluso dalla società. Non è rimasto impressionato dall'introduzione da parte della BBC di un canale di notizie 24 ore su 24 (BBC News 24) che e ha descritto come la crescente "Murdochisazione" di BBC News.

## Politico indipendente
Nel 1997, ventiquattro giorni prima delle elezioni generali britanniche di quell'anno, Martin Bell annunciò che avrebbe lasciato la BBC per presentarsi come candidato indipendente nel collegio elettorale di Tatton nel Cheshire. Tatton era uno dei seggi conservatori più sicuri del paese, dove il membro del parlamento conservatore in carica, Neil Hamilton, era coinvolto in accuse "squallide". I partiti laburista e liberal-democratico hanno ritirato i loro candidati a favore di Bell in un piano ideato da Alastair Campbell, addetto stampa di Tony Blair.
Hamilton fu sconfitto e Bell fu eletto deputato con una maggioranza di 11.077 voti – ribaltando una maggioranza conservatrice di oltre 22.000 – e divenne così il primo candidato parlamentare indipendente di successo dal 1951.
Non parlava spesso alla Camera dei comuni, e quando lo faceva era principalmente su questioni di politica britannica nell'ex Jugoslavia e nel Terzo Mondo. Sebbene Bell abbia votato con il governo laburista di Tony Blair su molte questioni, ha votato con i conservatori contro l'abrogazione della Sezione 28 nel 2000 e anche contro il divieto della caccia alla volpe. Nel novembre 1997 Bell fu acclamato dai banchi dei conservatori quando chiese a Blair dell'affare Bernie Ecclestone: "Il primo ministro è d'accordo sul fatto che la percezione di un'azione illecita può essere dannosa per la fiducia del pubblico quanto l'azione stessa? Abbiamo ucciso un drago solo per prendere un altro al suo posto, con una rosa rossa in bocca?".
Come parte della sua piattaforma elettorale, Bell aveva dichiarato che avrebbe servito solo per un mandato, il suo scopo specifico era quello di opporsi a Neil Hamilton. Bell ha detto che l'unica cosa che avrebbe potuto fargli cambiare idea sarebbe stata la rielezione di Hamilton dal collegio elettorale di Tatton per il Partito Conservatore come candidato per le successive elezioni generali. Tuttavia, George Osborne (un futuro Cancelliere dello Scacchiere) è stato scelto nel marzo 1999 come candidato del Partito Conservatore per Tatton. Hamilton ha perso la sua causa per diffamazione contro Mohamed Al-Fayed nel dicembre 1999, ponendo fine a qualsiasi prospettiva di un suo immediato ritorno in politica. Anche se si è pentito di aver promesso di prestare servizio solo per un mandato, Bell ha mantenuto la sua promessa.
Nel 2001, Bell si presentò come candidato indipendente contro un altro deputato conservatore Eric Pickles nel collegio elettorale "sicuro" dell'Essex di Brentwood and Ongar, dove c'erano accuse che la Conservative Association locale fosse stata infiltrata da una chiesa pentecostale. In queste elezioni, laburisti e liberal-democratici si sono fatti da parte per lui. Bell arrivò secondo e ridusse la maggioranza conservatrice da 9.690 a 2.821.
Dopo aver ottenuto quasi il 32% dei voti e il secondo posto, Bell ha annunciato il suo ritiro dalla politica, affermando che "vincerne una e perderne una non è un brutto record per un dilettante".
Il film di Channel 4 Mr White Goes to Westminster era vagamente basato sulla carriera politica di Bell.

## Post-politica
Bell è stata nominato ambasciatore dell'UNICEF nel Regno Unito per le emergenze umanitarie nel 2001, lavorando per migliorare la condizione dei bambini colpiti da conflitti e disastri naturali.
Ha fatto un breve ritorno ai notiziari televisivi nel 2003, quando ha fornito un'analisi dell'invasione dell'Iraq per Channel Five News di ITN. Ha raccolto filmati dalle riprese video quotidiane e ha attinto alla sua esperienza per commentare questo materiale.
Bell ha annullato la sua precedente decisione e si è candidato per il Parlamento europeo nelle elezioni del giugno 2004, ma alla fine non ha avuto successo come candidato indipendente nella regione dell'Inghilterra orientale, ottenendo solo il 6,2% dei voti.
Prima delle elezioni generali del 2005 si è affiliato all'Independent Network. per aiutare a promuovere i candidati indipendenti (il suo candidato più importante è stato Reg Keys che ha corso contro il primo ministro Tony Blair nel collegio elettorale di Sedgefield).
Nell'aprile 2006, il deputato del Partito Nazionale Scozzese Angus MacNeil ha chiesto alla Metropolitan Police di indagare sull'eventuale violazione di una legge nello scandalo Cash-for-Honours. Bell ha scritto insieme a MacNeil al primo ministro Tony Blair chiedendo la sospensione di tutte le nomine alla Camera dei lord.
Nel maggio 2009, ha sostenuto il Partito dei Verdi nelle settimane prima delle elezioni del Parlamento europeo del 2009, sostenendo l'impegno di "Campagna pulita" del Partito dei Verdi sulla scia dello scandalo sulle spese dei parlamentari.
Il 21 maggio 2009, è apparso nell'edizione live speciale del Question Time della BBC che si è tenuta a Salisbury nel bel mezzo dello scandalo politico che circonda le spese dei parlamentari.
Ha annunciato che stava considerando di schierarsi contro un terzo deputato conservatore, Sir Nicholas Winterton, il deputato di Macclesfield, alle elezioni generali del 2010, ma dopo l'annuncio di Winterton che non avrebbe cercato di correre per una rielezione, non lo ha fatto. Ha affermato che avrebbe potuto schierarsi contro Hazel Blears a Salford (il primo parlamentare in carica di un partito diverso dal Partito Conservatore contro il quale ha espresso interesse a candidarsi) anche se alla fine non si è presentato in nessun collegio elettorale.
Nel novembre 2018, Bell è caduto all'aeroporto di Gatwick a cui ha fatto seguito un importante intervento chirurgico maxillo-facciale al St George's Hospital per ricostruire il suo volto. Ha elogiato il chirurgo Helen Witherow, dicendo "questa signora è un chirurgo assolutamente brillante, e penso che a volte il servizio sanitario nazionale possa usare un po' di buona pubblicità".